# Solothurnisches Leimental

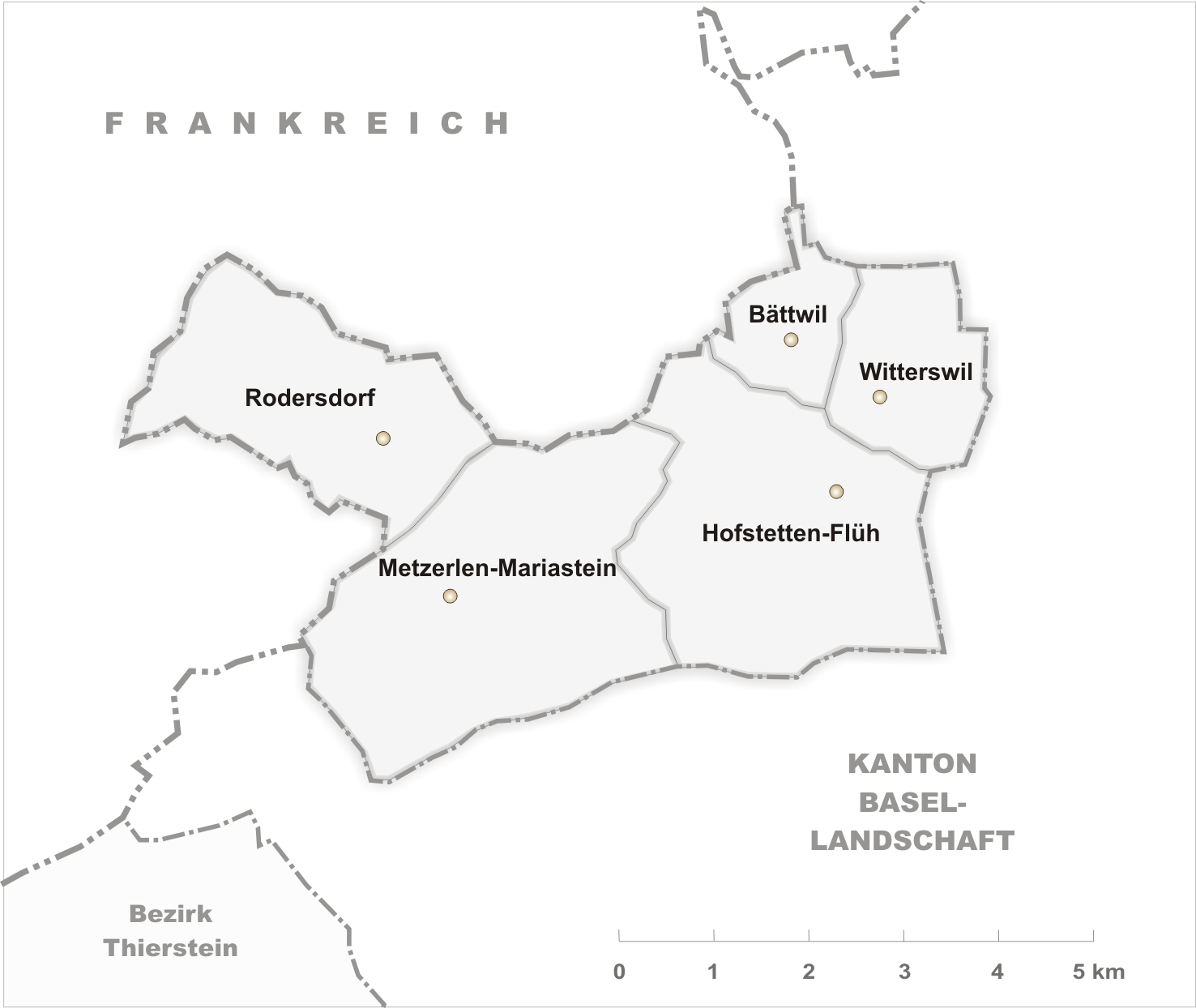
Leimental

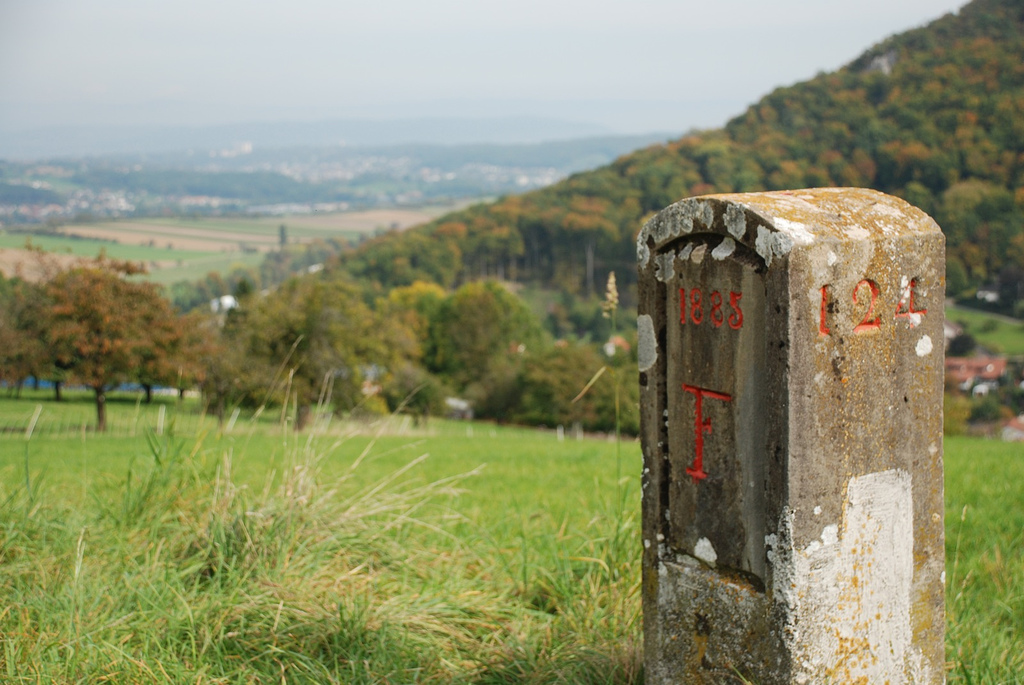
Grenze des solothurnischen Leimentals zu Frankreich, oberhalb von Flüh

Das Solothurnische Leimental ist der Teil des in der Nordwestschweiz und im Elsass gelegenen Leimentals, der zum Kanton Solothurn gehört. Es besteht aus den Gemeinden Hofstetten-Flüh, Witterswil, Bättwil, Rodersdorf und Metzerlen-Mariastein. Zusammen bilden diese eine Exklave des Solothurner Bezirks Dorneck, die von Frankreich und dem Kanton Baselland umgeben ist. Als Teil des Dornecks gehört das Solothurnische Leimental zum Schwarzbubenland.

## Geologie
Aus geologischer Sicht gehören nur die Ortschaften Rodersdorf, Bättwil und Witterswil zum Leimental und damit zur Sundgauer Hügellandschaft. Die Gemeinden Hofstetten-Flüh und Metzerlen-Mariastein befinden sich in der Hofstetter Mulde zwischen Landskronkette und Blauen und zählen damit zum Kettenjura.

## Geschichte
Im 13. Jahrhundert befand sich in diesem Gebiet der Herrschaftsbereich der Herren von Rotberg, während das südlich gelegene und durch den Höhenzug des Blauens abgetrennte Laufental zum Fürstbistum Basel gehörte, das nordwestlich gelegene Sundgau zur Grafschaft Pfirt, später zu Vorderösterreich. Durch Kauf gelangte die Herrschaft Rotberg 1515 zum Kanton Solothurn. Die letzte Änderung der Grenzverhältnisse geschah 1994 durch den Beitritt des Laufentals zum Kanton Baselland.